# Marc Timmer
Marc Timmer (* 18. Januar 1972 in Dülmen) ist ein deutscher Politiker (SPD) und seit 2022 Mitglied im Schleswig-Holsteinischen Landtag.

## Leben und Beruf
Timmer machte 1990 sein Abitur am Clemens-Brentano-Gymnasium in Dülmen. Danach studierte er von 1992 bis 1995 Wirtschaftswissenschaften und Lateinamerikanistik an der Freien Universität Berlin und beendete das Studium mit einer Zwischenprüfung. Zudem studierte er von 1993 bis 1998 Rechtswissenschaften an der Freien Universität Berlin und schloss dies mit dem ersten juristischen Staatsexamen ab. Nach dem Rechtsreferendariat beim Kammergericht Berlin und dem zweiten juristischen Staatsexamen arbeitete Timmer zunächst ein Jahr lang als wissenschaftlicher Mitarbeiter bei der SPD-Europaabgeordneten Christa Randzio-Plath, die damals Vorsitzende des Ausschusses für Wirtschaft und Währung war. Im Anschluss war er bis 2006 Geschäftsführender Direktor des Parlamentarier-Netzwerkes zur Förderung erneuerbarer Energien „Europäisches Forum für Erneuerbare Energiequellen“. Nebenbei absolvierte Timmer von 2004 bis 2005 seinen Master of Laws (LL.M.) in Energie- und Umweltrecht an der Katholieke Universiteit Leuven.
Ab 2006 war er bis 2019 im Bereich der erneuerbaren Energiewirtschaft in leitender Funktion und als Berater der Bundesverwaltung unter anderem im Geschäftsbereich des Bundesministeriums für Energie, Umwelt und kerntechnische Sicherheit tätig. Dabei absolvierte Timmer von 2012 bis 2015 berufsbegleitend seinen Master of Business Administration (MBA) an der Aston University in Birmingham. Von 2019 bis zu seinem Einzug in den Landtag war er beim IT-Dienstleister Dataport für die Verwaltung zuständig.

## Politische Tätigkeit
Timmer trat 1997 in die SPD ein und war Mitglied des Kreisvorstandes Nordfriesland und von 2019 bis 2021 Beisitzer des SPD-Landesvorstandes. Aktuell ist er Vorstandsmitglied des Ortsverbands Husum und bürgerliches Mitglied im Kreistag Nordfriesland. Für die Europawahl 2019 bewarb er sich als Kandidat der Schleswig-Holsteinischen SPD für das Europäische Parlament, belegte jedoch lediglich den dritten Platz.
Bei der Landtagswahl in Schleswig-Holstein 2022 landete er im Wahlkreis Nordfriesland-Süd mit 16,7 % der Erststimmen hinter den Kandidaten der CDU, Michel Deckmann, und von Bündnis 90/Die Grünen, Silke Backsen. Damit verpasste er das Direktmandat, zog jedoch über Platz 7 der Landesliste der SPD in den Landtag ein.

## Politische Positionen
Timmer setzt sich für Erneuerbare Energien und die Digitalwirtschaft ein.

## Privates
Timmer lebt in Husum, ist verheiratet und Vater zweier Kinder.